# دستگاه عصبی مرکزی

۱-مغز. ۲- پیاز مغز و پل مغز ۳-نُخاع

دستگاه عصبی مرکزی یا سامانه عصبی کانونی (CNS) یا (central nervous system) بزرگ‌ترین بخش دستگاه عصبی است و دربرگیرنده مغز و طناب نخاعی است. مغز و طناب نخاعی توسط سازه‌های استخوانی و غشایی محافظت می‌شوند. مغز در محفظه درونی جمجمه نگهداری می‌شود و از مخ، مخچه و ساقه مغز تشکیل می‌گردد. رشته‌های عصبی مربوط به سامانهٔ عصبی مرکزی، رشته‌های عصبی طناب نخاعی و مغزی هستند. از دستگاه عصبی مرکزی ۴۳ جفت عصب منشعب می‌شود که ۱۲ جفت آنها از ساقه مغز برای تنظیم اعمال بخش‌های بالای گردن (سر و گردن) و ۳۱ جفت آنها از نخاع برای تنظیم اعمال بخش‌های پایین‌تر از سرو گردن نظیر قلب، شش، دست‌ها، پاها و … خارج می‌شود.
دستگاه عصبی مرکزی را می‌توان به دو بخش مراکز زیرین (دربرگیرنده طناب نخاعی و ساقه مغز) و بالایی مغز بخش کرد. مراکز زیرین با مغز از راه رشته‌های عصبی در پیوند هستند.

## کارکرد دستگاه عصبی مرکزی
دستگاه عصبی مرکزی، به همراه دستگاه عصبی پیرامونی، نقش بنیادینی در کنترل رفتار انسان دارد. دستگاه عصبی مرکزی، پردازش اطلاعات و محاسبه حرکت و دیگر اعمال شناختی و …
مناسب در پاسخ به دریافت ورودی را بر عهده دارد.

ام آر آی از مغز

## مغز
مغز در داخل کاسه جمجمه جای دارد. داخل مغز (در پیش‌مغز) مراکز عصبی بالایی جای گرفته‌اند که وظیفه هماهنگ‌کردن دستگاه‌های حسی و حرکتی بدن را بر دوش دارند. ساقه مغز، مکان مراکز عصبی پایینی است.
- مخ

مخ یا قسمت بالایی مغز با ترک عمیقی که به نام شیار طولی خوانده می‌شود، به دو بخش تقسیم می‌گردد. شیار طولی مخ را به دو نیمکره چپ و راست تقسیم می‌کند. در داخل این دو نیمکره پوسته مغزی، گانگلیای بنیانی و دستگاه لیمبیک قرار دارند. دو نیمکره توسط یک رشته فیبرهای عصبی که جسم پینه‌ای (کورپس کالوسم) نامیده می‌شوند به هم متصلند. نیمکره سمت راست، مسوول سمت چپ بدن است و دربارهٔ نیم‌کره چپ، عکس این قضیه صادق است. هرکدام از دو نیمکره به چهار بخش مجزا تقسیم می‌شوند: بخش پیشین، مهار حرکات ویژه، یادگیری، برنامه‌ریزی و قدرت بازگو را بر دوش دارد. بخش جداری (پاریتال) که مهار فعالیتهای حسی جسمی را بر دوش دارد. بخش اکسیپیتال که مهار قوه بینایی را به عهد دارد و لب گیجگاهی که از مراکز شنوایی و بخشی از گویایی پایه‌ریزی شده است. اینسولا در اعماق لب گیجگاهی در مخ قرار گرفته است.
- پل مغز

پل مغزی یا پونز مراکز مهار تنفسی و بازدارندگی را دربرمی‌گیرد و با مخچه در ارتباط می‌باشد.
- مخچه

مخچه بخشی از مغز است که پشت مدولا و پل مغز قرار دارد. مخچه، ماهیچه‌های استخوان‌ها را مهار می‌کند و مایه ایجاد حرکات نرم و متوازن می‌گردد. مخچه چگونگی کنونی بدن را از چشمان، گوشها، ماهیچه‌ها و مفاصل دریافت می‌کند. مخچه ازخروجی پوسته مغز را که در بر گیرنده محل دلخواه این اعضا می‌باشد، پیامهایی را نیز دریافت می‌کند. پس از پردازش این اطلاعات، مخچه فرمانهای حرکتی را از ساقه مغز به ماهیچه‌های استخوان‌ها ارسال می‌کند. وظیفه اصلی مخچه، هماهنگ‌کردن اندامهای حرکتی است. افزون بر آن مخچه وظیفه تعادل و روش ایستادن را به دوش دارد. مخچه به انسان در آموختن مهارت‌های جدید حرکتی، مانند ورزش و نواختن سازهای موسیقی کمک می‌کند.
- پیاز مغز

پیاز مغز (بصل‌الطناب نخاعی، مدولا) پایین‌ترین مرکز عصبی واقع در استخوان جمجمه است. انتهای پیاز مغز به طناب نخاعی مرتبط است. بیشتر پیاز مغز، از ماده سفید و رشته اعصابی تشکیل شده است که میان طناب نخاعی و مغز قرار دارد. پیاز مغز مرکز تنظیم فعالیتهای تنفس، قلبی و گوارش می‌باشد. به همین دلیل یکی از مهم‌ترین اجزای مغز است و آسیب وارده به آن مرگ را به دنبال دارد.

## طناب نخاعی
طناب نخاعی بخشی از دستگاه عصبی مرکزی است که در داخل ستون مهره‌ها قرار دارد. طناب نخاعی (به انگلیسی: Spinal cord) از سوراخ پَسِسَری (Foramen magnum) تا سطح اولین یا دومین مهره یِ کمری امتداد می‌یابد.